# 林鳴璠
林鳴璠（？—？），字朋石，别號石友，福建興化府莆田縣人。明朝政治人物。

## 生平
万历三十七年（1609年）己酉科福建鄉試第五十六名舉人，四十四年(1616年)丙辰科三甲进士，禮部觀政，授浙江诸暨县知县，天啓元年降用，三年補應天府武學教授，四年升國子監博士，升户部貴州司主事，五年差往淮安管倉，七年丁憂歸。崇祯二年京察免职。

## 家族
曾祖林于器。祖父林廷允。父林梦羆。
《莆田县志》：王氏，户部主事林鸣璠继室，年十八夫亡，守节茹素，七十七年而殁。子林顯祚，庠生，妻游氏，按察使游雲鴻女。年二十八夫顯祚亡，游氏矢志养姑，教子嘉楠，领己酉乡荐，知阜平县。恩诏封孺人，卒年七十。